# José Sánchez González

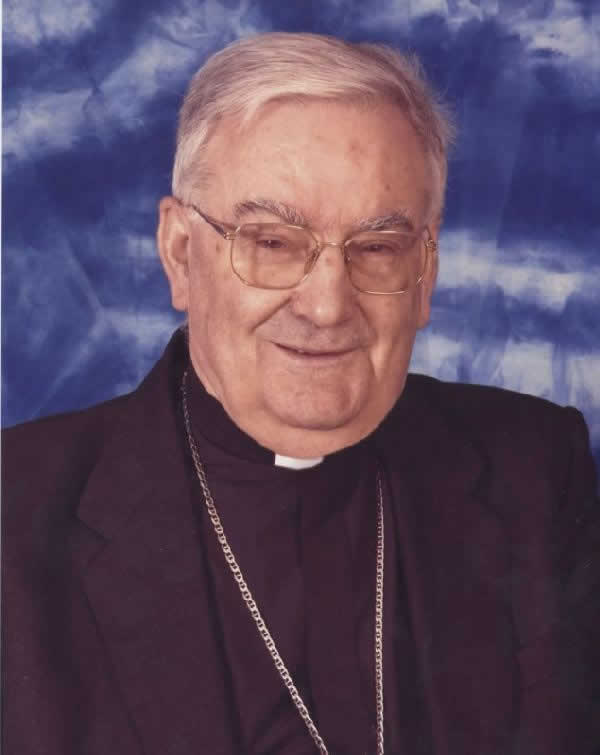
Bischof José Sánchez González.

José Sánchez González (* 30. Oktober 1934 in Fuenteguinaldo) ist Altbischof von Sigüenza-Guadalajara.

## Leben
José Sánchez González empfing am 5. April 1958 die Priesterweihe. Johannes Paul II. ernannte ihn am 15. Januar 1980 zum Weihbischof in Oviedo und Titularbischof von Rubicon.
Die Bischofsweihe spendete ihm der Erzbischof von Oviedo, Gabino Díaz Merchán, am 19. März desselben Jahres; Mitkonsekratoren waren die Elías Yanes Álvarez, Erzbischof von Saragossa, und Demetrio Mansilla Reoyo, Bischof von Ciudad Rodrigo.
Am 11. September 1991 wurde er zum Bischof von Sigüenza-Guadalajara ernannt. Am 2. Februar 2011 nahm Papst Benedikt XVI. sein altersbedingtes Rücktrittsgesuch an.